# Machiko Kyō
Machiko Kyō (京 マチ子?, Kyō Machiko), pseudonimo di Motoko Yano (Osaka, 25 marzo 1924 – Tokyo, 12 maggio 2019), è stata un'attrice giapponese.

## Biografia
Lavorò principalmente negli anni cinquanta, ottenendo una notevolissima fama nel proprio paese per aver interpretato due dei più noti film giapponesi del XX secolo, Rashomon (1950) di Akira Kurosawa e I racconti della luna pallida d'agosto (1953) di Kenji Mizoguchi.
Nel 1957 ottenne una nomination per il Golden Globe per la sua unica interpretazione in un film non giapponese, La casa da tè alla luna d'agosto (1956), di Daniel Mann, con Marlon Brando e Glenn Ford.
Machiko Kyō continuò a recitare in produzioni di teatro tradizionale giapponese.
È morta il 12 maggio 2019 in un ospedale di Tokyo, all'età di 95 anni, per un'insufficienza cardiaca.

## Filmografia parziale
- Rashōmon, regia di Akira Kurosawa (1950)
- I racconti della luna pallida d'agosto (Ugetsu), regia di Kenji Mizoguchi (1953)
- Older Brother, Younger Sister, regia di Mikio Naruse (1953)
- La porta dell'inferno (Jigokumon), regia di Teinosuke Kinugasa (1953)
- L'imperatrice Yang Kwei-fei (Yōkihi), regia di Kenji Mizoguchi (1955)
- La strada della vergogna (Akasen chitai), regia di Kenji Mizoguchi (1956)
- La casa da tè alla luna d'agosto (The Teahouse of the August Moon), regia di Daniel Mann (1956)
- La chiave (Kagi), regia di Kon Ichikawa (1959)
- Erbe fluttuanti (Ukigusa), regia di Yasujiabrierō Ozu (1959)

## Doppiatrici italiane
- Gabriella Genta in Rashōmon
- Lydia Simoneschi in I racconti della luna pallida d'agosto
- Vittoria Febbi in La casa da tè alla luna d'agosto